# Túnel da Gardunha
O Túnel da Gardunha é um túnel rodoviário português situado ligeiramente a sul do Fundão, em plena A23, e que atravessa a Serra da Gardunha. Cada túnel tem duas faixas de perfil e um comprimento de cerca de 1 604 m, situam-se logo depois do túnel de Alpedrinha, com cerca de 280 m de comprimento. Situa-se a norte do distrito de Castelo Branco.
O Túnel da Gardunha I foi aberto ao tráfego em 1997 e era parte integrante do então denominado IP2. Tinha uma faixa de rodagem para cada sentido e uma velocidade máxima de 60 km/h. Aquando da inauguração do Túnel da Gardunha II, a 19 de dezembro de 2003, a velocidade máxima passou para os 80 km/h. 
Dos sistemas de segurança dos túneis fazem parte bocas de incêndio e galerias de ligação, medidores de monóxido de carbono e outros gases. Estes medidores podem automaticamente fechar os túneis ao trânsito, caso sejam ultrapassados os valores limite. Cada túnel é vigiado por vinte câmaras, cujas imagens são recebidas no Centro de Controlo de Tráfego situado em Lardosa, pertencente à empresa Globalvia, que é a operadora concessionada daquela autoestrada.